# 田中千架子
田中千架子（たなかちかこ、1973年8月16日 - ）は、日本の作曲家、歌手、声優。

## 概要
主におかあさんといっしょの楽曲作曲に貢献しており、本人が歌ったものもある。
声優活動では、『でこぼこフレンズ』のたまご王子役も担当した。

## 出演
- でこぼこフレンズ - たまご王子、ふじおばば、どんぐりん、ペッタン
- パトライト電子音報知器音声合成装置アナウンス